# Organodesma heptazona
Organodesma heptazona är en fjärilsart som beskrevs av Edward Meyrick 1931. Organodesma heptazona ingår i släktet Organodesma och familjen äkta malar.
Artens utbredningsområde är Sierra Leone. Inga underarter finns listade i Catalogue of Life.